# Владислав Белза
Владислав Белза (пол. Władysław Bełza; псевдоніми: Владислав Пяст, Владислав Островські; 17 жовтня 1847, Варшава — 29 січня 1913, Львів) — польський культурно-освітній діяч, поет-неоромантик, публіцист, літературознавець. Автор драматичних творів, літературознавчих праць присвячених творчості Адама Міцкевича, упорядник кількох антологій поезії, та низки популярних патріотичних віршів. Член Літературного товариства імені Адама Міцкевича у Львові. Секретар Національної бібліотеки імені Оссолінських.

## Життєпис
Владислав Белза народився 17 жовтня 1847 року у Варшаві, в родині Юзефа Белза — польського хіміка, піонер цукрової промисловості в Польщі та Авґусти Боґуміли Теофіли Островської. Закінчив Варшавську державну гімназію у 1865 році. Вступив до Казанського кадетського корпусу, але залишив його та перевівся у Варшавську головну школу, в якій навчався з 1866 по 1868 роки.

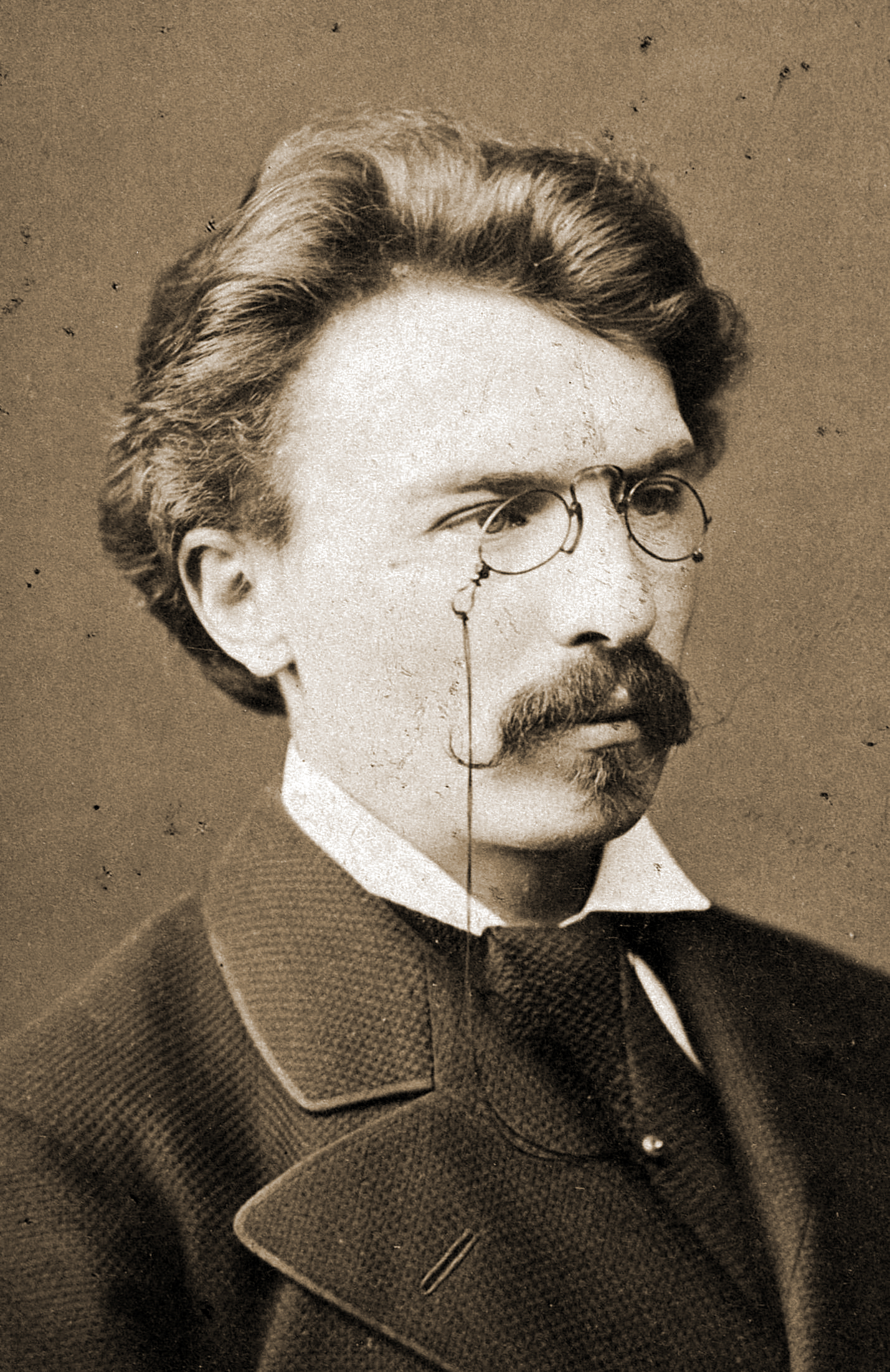
Владислав Белза, 11 січня 1877 року

У 1868 року Владислав Белза виїхав за кордон у Австро-Угорщину до Львова. Подорожував Італією, Швейцарією та Францією, де зблизився з поетом Юзефом Залеським, та за його порадою оселився у Познані. Владислав Белза став одним з організаторів видання «Promyk. Tygodnik dla Dzieci» та «Towarzysz pilnich Dzieci», ініціатор створення польського театру в Познані. Брав активну участь у протидії германізації польського населення в Сілезії та Великопольському регіоні. Через це у 1871 році німецький уряд оголосив Белзу персоною нон ґрата, та заборонив йому перебування у межах Пруссії. Белза був змушений переїхав до Праги, звідки у лютому 1872 року переїхав до Львова.
У Львові Владислав Белза співпрацював з виданнями «Dziennik Polski» та «Gazeta Narodowa». Владислав Белза слухав лекції Антонія Малецького та Романа Пілата в Університеті Яна Казимира. Белза був ініціатором створення 1880 року у Львові літературно-художнього гуртка (пол. Koło Literacko-Artystyczne).
Від 1882 року працював у Національної бібліотеки імені Оссолінських, спочатку як завідувач читальнею для молоді, а від 1891 року й до своєї смерти Владислав Белза працював секретарем-адміністратором Інституту та очолював видавництво при закладі ім. Оссолінських, де друкувалися польські книжки та шкільні підручники.
Владислав Белза був одним із засновників «Літературного товариства імені Адама Міцкевича» (пол. Towarzystwo Literackie im. Mickiewicza) у 1886 році та одним з ініціаторів побудови пам'ятника Адамові Міцкевичу в Львові.
21 січня 1876 року Белза відкрив видавничо-торговельний заклад «Книгарня Владислава Белзи», який знаходився у готелі «Жорж».. Книгарня профінансувала 1876–1878 роках 26 видання. У 1878 році «Книгарня Владислава Белзи» припинила існування.
У 1883 році Владислав Белза разом з Юзефом Іґнацієм Крашевським та Антонієм Малецьким заснував видавництво «Macierz Polska», яке до початку першої світової війни випустило книг загальним накладом понад 1 500 000 примірників, одна поема Адама Міцкевича «Пан Тадеуш» вийшла накладом 180 000 примірників. Видавництво спеціалізувалося на виданні дешевих польських книг.

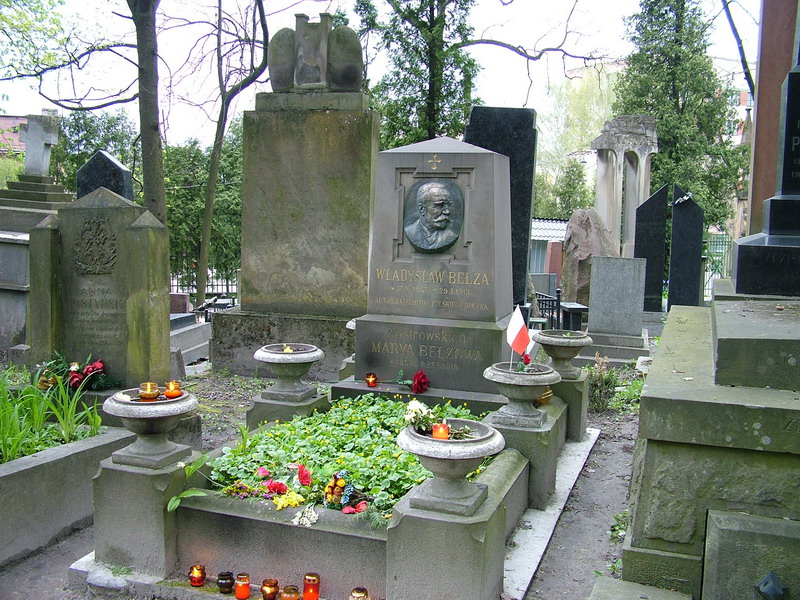
Надгробок Владислава Белзи на Личаквському цвинтарі. Скульптор Казимира Малачинська-Пайздерська

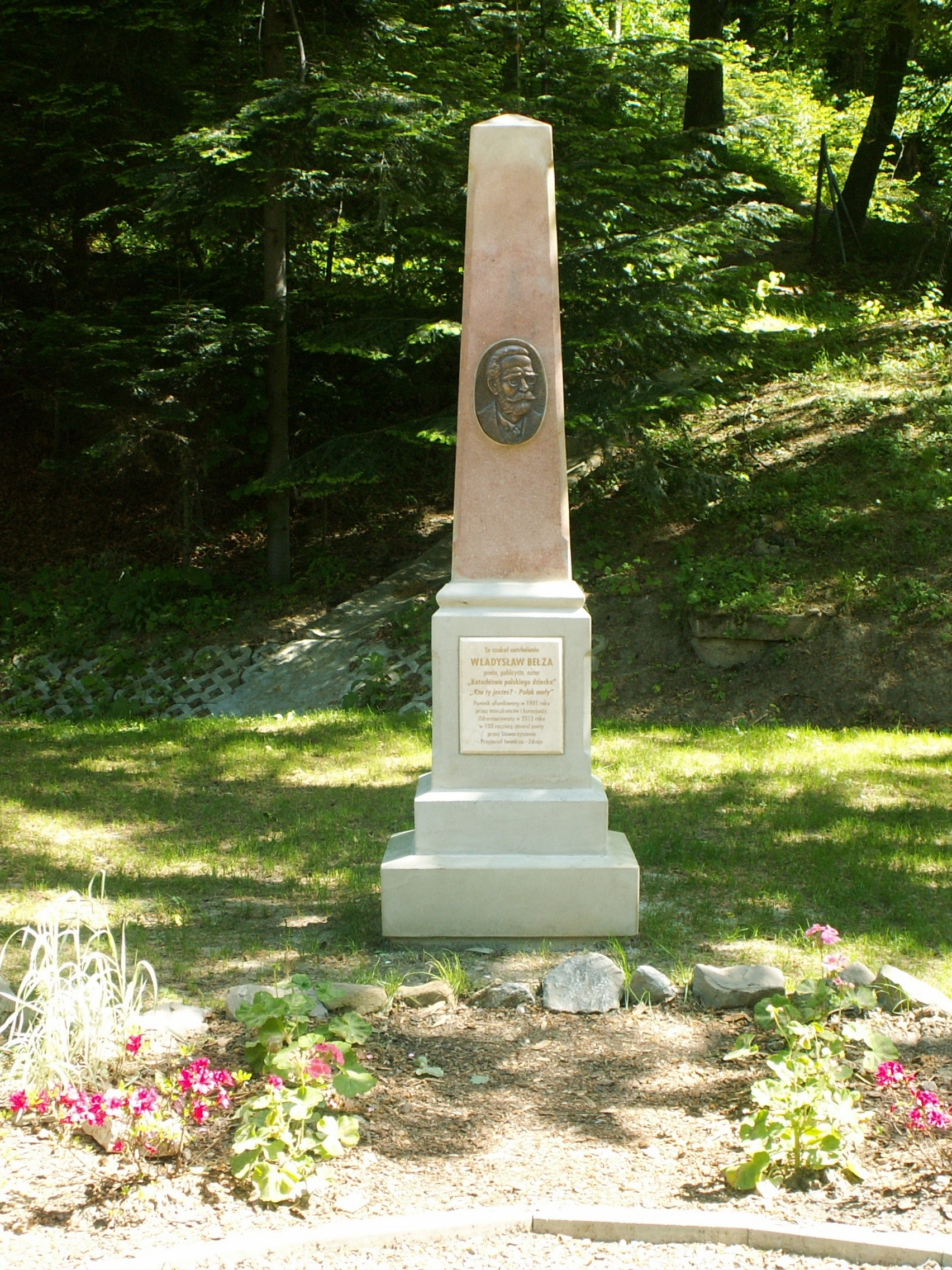
Монумент у Івонич-Здруй

Останні роки життя Владислав Белза мешкав недалеко від Оссоленіуму, в будинку на вул. Хорунщина нижча (сучасна вул. Дудаєва, 16), де й помер 29 січня 1913 року. Похований на Личаківському цвинтарі у Львові.

## Творчість
Ще під час навчання Владислав Белза писав статті для варшавського тижневика «Друг дітей» і «Тижневий огляд суспільного життя, літератури і мистецтва». Як поет дебютував у 1863 році віршем «Весняний дощик», який був опублікований у тижневику «Друг дітей».
Свою першу збірку віршів «Подарунок для вихованих дітей» (пол. «Podarek dla grzecznych dzieci») Владислав Белза опублікував у 1867 році. У 1869 році вийшла його друга дитяча книга «Азбука у віршах для польських дітей» (пол. «Abecadlnik w wierszykach dla polskich dzieci»). 1893 року у Львові спільно зі Станіславом Россовським, на той час видавцем дитячого часопису «Маленький Світ» (пол. «Mały Światek»), видав віршовані томи «Чарівної книги» (пол. «Czarodziejskej ksiąźeczki»).
У 1900 році Владислав Белза написав у Львові патріотичний вірш «Катехізис польської дитини», з присвятою своєму п'ятирічному похреснику Людвику Вольському, сину відомої поетеси Марилі Вольської та її чоловіка, Вацлава Вольського, який пізніше став символом польського патріотизму. У часи Другої Польської Республіки «Катехізис польської дитини» був обов'язковим для вивчення у польських школах.

## Доробок
- «Podarek dla grzecznych dzieci» / «Подарунок для вихованих дітей» (Варшава, 1867)
- «Abecadlnik w wierszykach dla polskich dzieci» (Краків, 1870)[15]
- «Piesni liryczne» (Варшава, 1868)
- «Z doli-niedoli» (Краків, 1869)[16]
- «Zamek Grojecki» (Краків, 1869)
- «Emancypantka» (Познань, 1870)[17]
- «Poezje Wladyslawa Belzy» (Лейпциг, 1874)[18]
- «Zaklete dzwony» (Львів, 1875)
- «Zaklete dzwony. Legenda z dziejow polskich» (Львів, 1876)[19]
- «Antologja polska» (Варшава, 1880)
- «Zydzi w poezji polskiej» (Львів, 1883)
- «Sobieski w poezyi polskiej. Glosy poetow polskich o bohaterskim obroncy Wiednia» (Львів, 1883)[20]
- «Kobieta w poezji polskiej» (Краків, 1885)
- «Maryla» (Львів, 1885)[21]
- «Kronika potoczna i anegdotyczna z zycia Adama Mickiewicza» (Львів, 1884)[22]
- «Iwonicz i jego okolice» (Львів, 1885)
- «Maryla i jej stosunek do Mickiewicza» (Варшава, 1887)[23]
- «Ksiega aforyzmow» / «Книга афоризмів» (Краків, 1888)
- «Dawni krolowie tej ziemi» (Золочів, 1888)
- «Album pamiatkowe Adama Mickiewicza» / «Пам'ятний альбом Адама Міцкевича» (Львів, 1889)
- «Ostatni chwile i pogrzeb Adama Mickiewicza» / «Останні хвилини і похорони Адама Міцкевича» (Львів-Краків, 1890)[24]
- «Katechizm polskiego dziecka» / «Катехізис польської дитини» (Львів, 1901)
- «Olowiany zolnierz i inne powiastki dla mlodego wieku» (Варшава, 1909)[25]
- «Z Wenecji do Neapolu» (Варшава-Краків, 1910)[26]
- «Wincenty Pol. Wspomnienie w 40-sta rocznice zgonu poety» (Краків, 1912)[27]

## Вшанування пам'яті
У польському курортному місті Івонич-Здруй, де Владислав Белза займався організацією культурного життя у 1874–1890 роках, йому встановлено його монумент. Іменем Владислава Белзи названо вувлицю у Бидґощі.